# Ranunculus bulbosus
El ranúnculo bulboso o hierba velluda (Ranunculus bulbosus) es una maleza de la familia Ranunculaceae, nativo de toda Europa donde crece en praderas secas, céspedes y campos de heno.

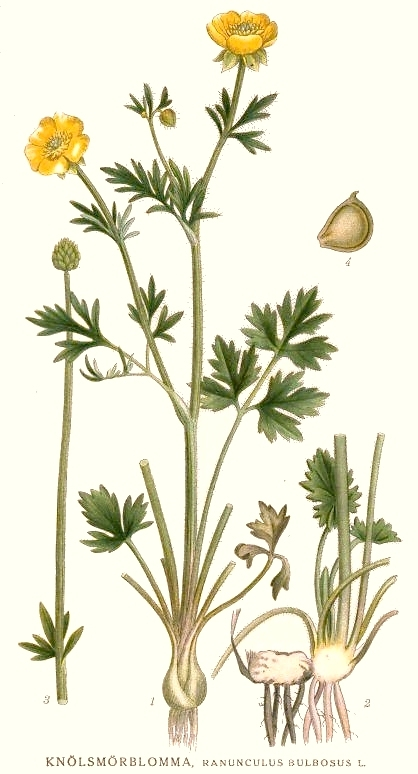
Ilustración

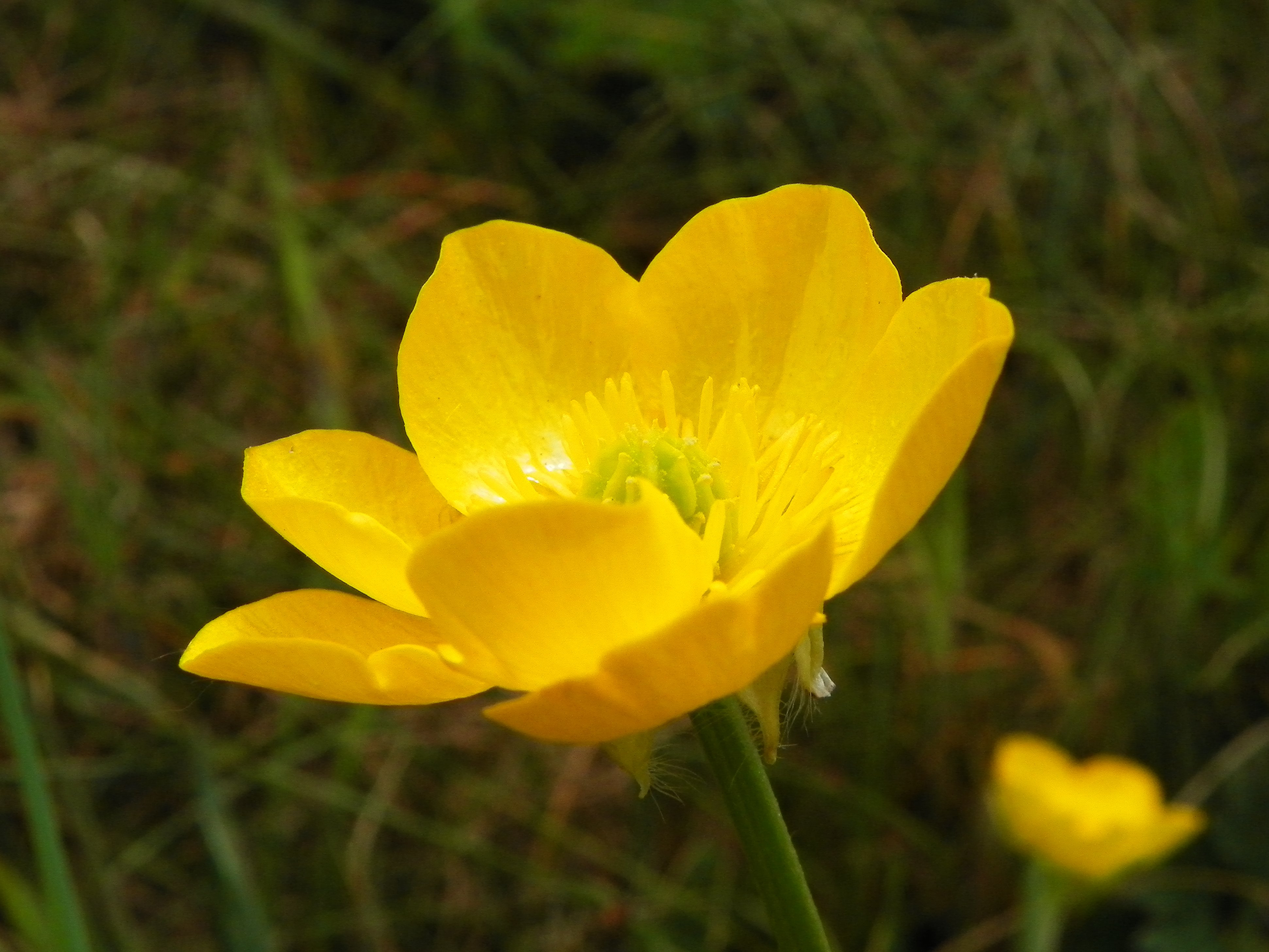
Detalle de la flor

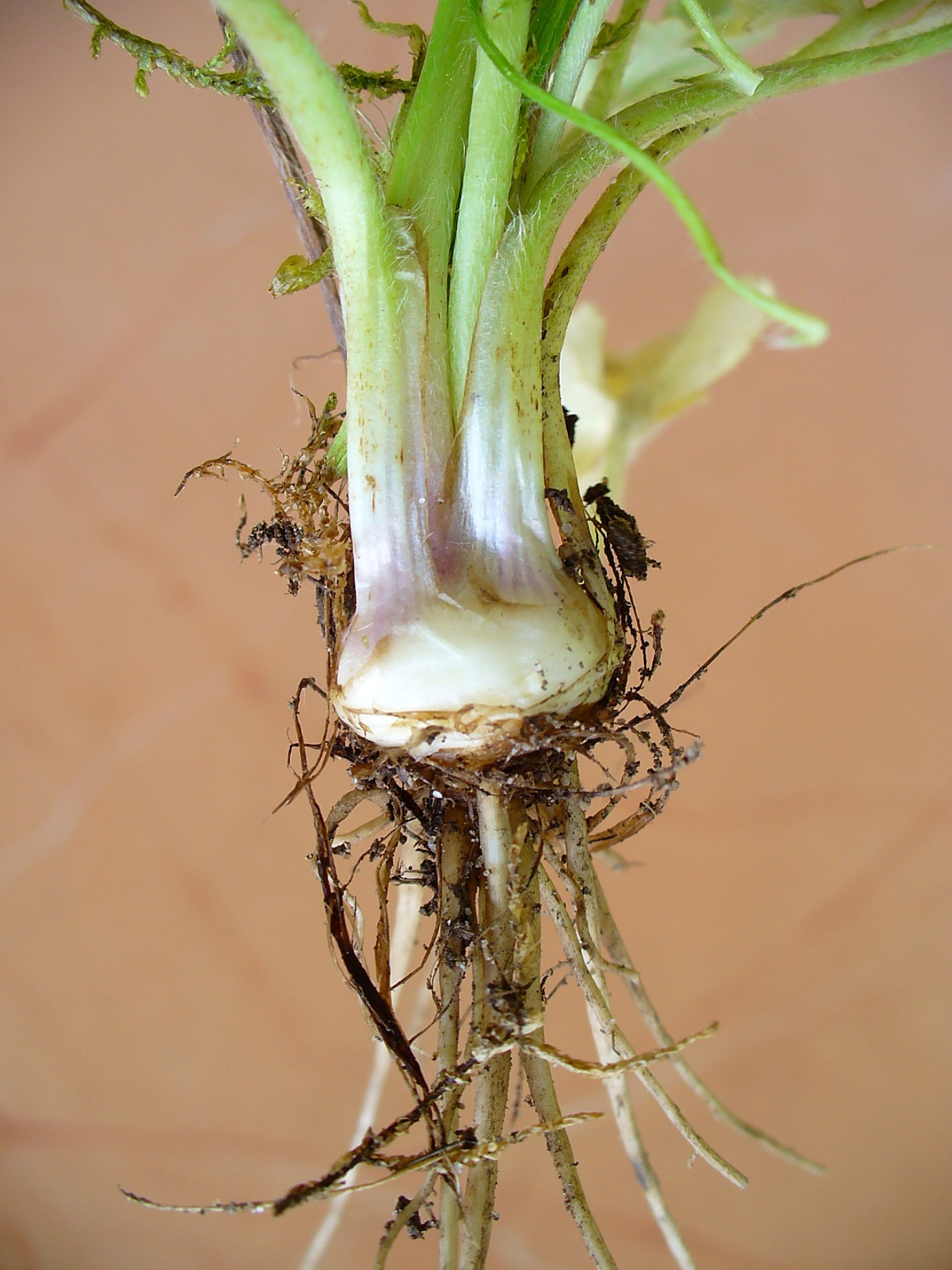
Bulbo

## Descripción
Es una planta herbácea perenne que alcanza los 20-60 cm de altura. Tallo erecto, ramificado, velludo. La base del tallo está hinchada en forma de bulbo. Las hojas son tri-lobuladas y profundamente divididas, las hay alternas y sésiles. Las flores son terminales de color amarillo brillante con 5-7 pétalos y 1'5-3 cm de ancho. Los sépalos del cáliz vueltos hacia abajo. Después de morir la planta en verano, sobrevive la raíz subterránea.

## Propiedades
A pesar de su naturaleza tóxica se utiliza en homeopatía contra afecciones cutáneas (herpes, eczema, erisipela y prurito).
Estas plantas contienen anemonina, una sustancia muy tóxica para los animales y los seres humanos. De hecho, los herbívoros pastan las hojas de estas plantas con gran dificultad, y sólo después de un buen secado que se evapora las sustancias más peligrosas. Incluso las abejas evitar libar su néctar. En la piel humana estas plantas pueden crear ampollas ( dermatitis ), mientras que en la boca pueden causar dolor intenso y ardiente de las membranas mucosas.
Según la medicina popular esta planta tiene propiedades vesicatorias, antiespasmódicas (reduce los espasmos musculares, y también relaja el sistema nervioso) y revulsivo (descongestión de un órgano interno a través de la aplicación sobre la piel). Sin embargo, el uso práctico de esta planta no es recomendable debido a la alta toxicidad. En la antigüedad los mendigos se frotaban la piel con las hojas de esta planta con el fin de producirse heridas y aumentar así la generosidad de los bienhechores.

## Taxonomía
Ranunculus bulbosus fue descrita por Carlos Linneo y publicado en Species Plantarum 1: 554. 1753.
Citología
Número de cromosomas de Ranunculus bulbosus (Fam. Ranunculaceae) y táxones infraespecíficos: 2n=16
Etimología
Ver: Ranunculus
bulbosus: epíteto latino que significa "bulboso".
Sinonimia
- Ranunculastrum albonaevum Fourr.
- Ranunculastrum bulbiferum Fourr.
- Ranunculastrum bulbosum Fourr.
- Ranunculastrum sparsipilum Fourr.
- Ranunculastrum valdepubens Fourr.
- Ranunculus bulbifer Jord.
- Ranunculus bulbosus var. dissectus Babey
- Ranunculus bulbosus var. valdepubens Briq.
- Ranunculus heucherifolius C.Presl

subsp. aleae (Willk.) Rouy & Foucaud
- Ranunculus adscendens Brot.
- Ranunculus aleae Willk.
- Ranunculus broteri Freyn
- Ranunculus bulbosus subsp. aleae Rouy & Fouc.
- Ranunculus gallecicus Freyn ex Willk.
- Ranunculus occidentalis Freyn

subsp. castellanus (Boiss. & Reut. ex Freyn) P.W.Ball & Heywood
- Ranunculus castellanus Boiss. & Reut. ex Freyn[8]

## Nombres comunes
- Castellano: borboleta bolbosa, botón de oro, cazoleta, flores de gitana, gallitos, hierba velluda, joyel de agua, pata de gallina, pie corvino, pie de gato, pie de lobo, rainúnculo bolboso, rainúnculo bravo, ranúnculo, ranúnculo bolboso, ranúnculo bravo, ranúnculo bulboso, ranúnculo con raíz semejante a una nuez gruesa, ranúnculo tuberoso, yerba velluda.[9][10]